# Нісі (район, Саппоро)

43°03′ пн. ш. 141°21′ сх. д. / 43.050° пн. ш. 141.350° сх. д.
Райо́н Ні́сі (яп. 西区, にしく, МФА: [ɲiɕi̥ ku], «Західний район») — район міста Саппоро префектури Хоккайдо в Японії. Станом на 1 жовтня 2008 року площа району становила 74,93 км². Станом на 31 березня 2017 населення району становило 213 398 осіб.